# 但丁街

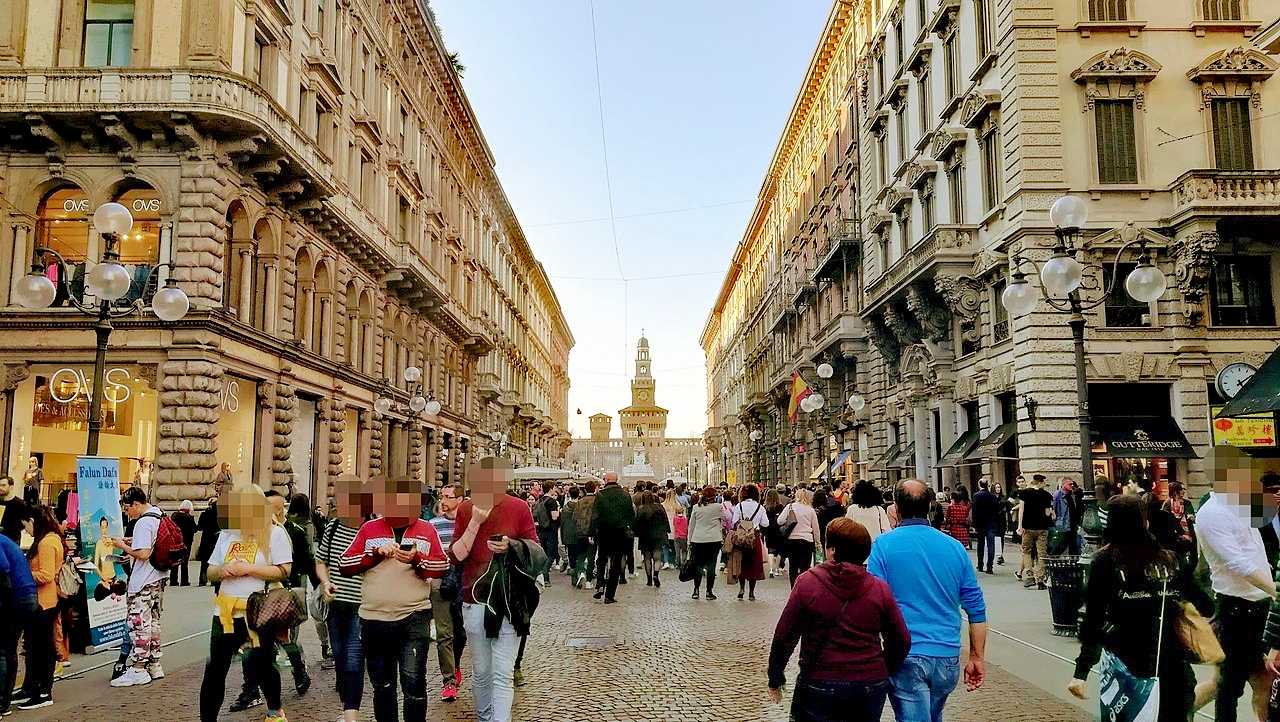
但丁街，远处为斯福尔扎古堡

但丁街（Via Dante）是意大利米兰市中心的一条重要的步行街，得名于佛罗伦萨诗人但丁。它东南到科尔杜西奥广场（Piazza Cordusio），西北到斯福尔扎古堡前的凯罗利广场（Largo Cairoli）。
这条街聚集众多的精美建筑，主要是18世纪和19世纪建筑。著名的包括小剧院（Piccolo Teatro）。街上布满剧院，商店，餐馆，咖啡馆，宫殿和酒吧。1958年之前，这条街通行电车，1996年，整条街只允许步行。